# ISO 3166-2:AL
کد ISO 3166-2:AL بخشی از استاندارد ایزو ۳۱۶۶ برای کشور آلبانی است که توسط سازمان بین‌المللی استانداردسازی ISO تنظیم شده‌است این سازمان، کدهای استاندارد را برای تقسیمات کشوری (ایالت‌ها یا استان‌های) کشورهای فهرست شده در استاندارد ایزو ۳۱۶۶-۱ تعریف می‌کند.
هر کد شامل دو بخش می‌گردد که توسط علامت - جدا می‌گردند.
- بخش نخست AL که در ایزو ۳۱۶۶-۱ آلفا-۲ کد کشور آلبانی است.
- بخش دوم شامل یک یا دو یا سه حرف است که بیان‌کننده استان یا ایالت کشور آلبانی می‌باشد.

## کدها
| کدها  | Districts of Albania |
| ----- | -------------------- |
| AL-BR | استان برات           |
| AL-BU | استان بولچیزه        |
| AL-DI | استان دیبر           |
| AL-DL | استان دلوینه         |
| AL-DR | استان دراج           |
| AL-DV | استان دوول           |
| AL-EL | استان الباسان        |
| AL-ER | استان کولونیه        |
| AL-FR | استان فیر            |
| AL-GJ | استان جیروکاستر      |
| AL-GR | استان گرامش          |
| AL-HA | استان هاس            |
| AL-KA | استان کاوایه         |
| AL-KB | استان کوربین         |
| AL-KC | استان کوچووه         |
| AL-KO | استان کورچه          |
| AL-KR | استان کرویه          |
| AL-KU | استان کوکس           |
| AL-LB | استان لیبراژد        |
| AL-LE | استان لژه            |
| AL-LU | استان لوشنیه         |
| AL-MK | استان مالاکاستر      |
| AL-MM | استان مالسی-ا-ماده   |
| AL-MR | استان میردیته        |
| AL-MT | استان مات            |
| AL-PG | استان پوگرادتس       |
| AL-PQ | استان پچین           |
| AL-PR | استان پرمت           |
| AL-PU | استان پوکه           |
| AL-SH | استان اشکودر         |
| AL-SK | استان اسکراپار       |
| AL-SR | استان سارانده        |
| AL-TE | استان تپلنه          |
| AL-TP | استان تروپویه        |
| AL-TR | استان تیرانا         |
| AL-VL | استان ولوره          |